# Goncharov (mème)

Affiche de cinéma fictionnelle de Goncharov

Goncharov est un mème Internet centré sur un film fictif de 1973 du même nom. Originellement apparu en 2020 sous la forme d'une restitution inexacte d'un poster du film Gomorra, le mème s'est imposé comme l'un des principaux sujets de conversations sur Tumblr en novembre 2022,. Les nombreuses créations fictionnelles autour du film incluent des fanfictions, des montages photos et vidéos et une fausse bande-annonce. D'après le New York Times, « les utilisateurs ont créé un univers entier pour soutenir l'idée que Goncharov est vrai ».
Goncharov est généralement décrit comme un film de mafia de 1973 réalisé par Matteo JWHJ0715 (une mauvaise transcription du réalisateur Matteo Garrone) et présenté, produit ou dirigé par Martin Scorsese. Le protagoniste, Goncharov, est un criminel russe vivant à Naples. Le cast fictif du film inclut usuellement Robert de Niro, Al Pacino, Gene Hackman, Harvey Keitel, John Cazale et Cybill Shepherd.

## Synopsis du film fictif
Goncharov est souvent présenté comme « le plus grand film de mafia jamais réalisé ». Il prend place à Naples, au début des années 1970, peut-être dans un monde alternatif où l'Union soviétique a déjà disparu. 
Le protagoniste, Goncharov (russe : Гончаров, transcription français : Gontcharov), est un tueur russe également gérant d'une discothèque. Des relations sentimentales compliquées et croisées lient Goncharov avec sa femme, Katya, un ami proche, Andrey, et une autre femme, Sofia. Le film est fortement articulé autour de quelques scènes chargées de symboles: des plans répétés d'horloge, une scène de bateau, un échange lesbien implicite entre Katya et Sofia lors de l'achat de fruits. Le film se termine tragiquement avec le meurtre de Goncharov par Katya.
Le film est censé avoir connu une production difficile et ne pas avoir été véritablement distribué. Cette obscurité justifie a posteriori son absence de notoriété et sa « redécouverte » en 2022.

## Origine et développement du mème
En 2020, un utilisateur de Tumblr a posté la photographie d'une étiquette attachée à une paire de bottes. Au lieu du nom de la marque, elle contient une brève présentation du film fictif Goncharov : « présenté » par Martin Scorsese et réalisé par Matteo JWHJ0715, le film porte sur "la Mafia a Naples". D'après le New York Times, l'étiquette mystérieuse serait probablement une déformation des crédits de présentation du film de 2008, Gomorrah réalisé par Matteo Garrone. L'image avait déjà connu une circulation virale en 2020 à la suite d'une présentation satirique par un autre utilisateur de Tumblr : "cet idiot n'a pas vu Goncharov".